# Indigo-slægten
Indigo-slægten (Indigofera) er udbredt i Himalayabjergene og Østasien, hvor den findes i flere arter. Det er løvfældende buske med uligefinnede blade og endestillede toppe af lyserøde eller gullige blomster. Her omtales kun de arter, som dyrkes i Danmark, eller som har økonomisk og historisk interesse her.
| Arter |

- Almindelig indigo (Indigofera tinctoria)
- Indigofera heterantha